# Walter I. Hayes

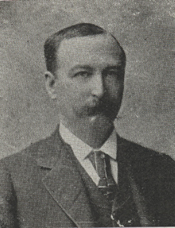
Walter I. Hayes

Walter Ingalls Hayes (* 9. Dezember 1841 in Marshall, Calhoun County, Michigan; † 14. März 1901 ebenda) war ein US-amerikanischer Politiker. Zwischen 1887 und 1895 vertrat er den Bundesstaat Iowa im US-Repräsentantenhaus.

## Werdegang
Walter Hayes besuchte die öffentlichen Schulen seiner Heimat. Nach einem anschließenden Jurastudium an der University of Michigan in Ann Arbor und seiner im Jahr 1863  erfolgten Zulassung als Rechtsanwalt begann er in seinem Heimatort Marshall in seinem neuen Beruf zu praktizieren. Zwischen 1864 und 1865 war er auch Anwalt seiner Heimatgemeinde. Zur gleichen Zeit fungierte er als juristischer Beauftragter der Bundesregierung (Commissioner) für den östlichen Teil von Michigan. Danach übte er von 1865 bis 1875 die gleiche Tätigkeit für den Staat Iowa aus. Im Jahr 1870 wurde Hayes Anwalt der Stadt Clinton in Iowa. Zwischen 1875 und 1887 amtierte er als Bezirksrichter im siebten Gerichtsbezirk von Iowa.
Politisch war Hayes Mitglied der Demokratischen Partei. In den Jahren 1884 und 1892 war er Delegierter zu den Democratic National Conventions, auf denen jeweils Grover Cleveland als Präsidentschaftskandidat nominiert wurde. Bei den Kongresswahlen des Jahres 1886 wurde er im zweiten Wahlbezirk von Iowa in das US-Repräsentantenhaus in Washington, D.C. gewählt, wo er am 4. März 1887 die Nachfolge von Jeremiah Henry Murphy antrat. Nach drei Wiederwahlen konnte er bis zum 3. März 1895 vier zusammenhängende Legislaturperioden im Kongress absolvieren. Zwischen 1891 und 1893 war er Vorsitzender des Bildungsausschusses. Bei den Wahlen des Jahres 1894 unterlag er dem Republikaner George M. Curtis. Zwischen dem Sezessionskrieg und der Weltwirtschaftskrise war Hayes der einzige demokratische Abgeordnete aus Iowa, der mehr als zwei zusammenhängende Legislaturperioden im Kongress verbringen konnte.
Nach dem Ende seiner Zeit im US-Repräsentantenhaus arbeitete Walter Hayes wieder als Rechtsanwalt. Zwischen 1897 und 1898 war er auch Abgeordneter im Repräsentantenhaus von Iowa. Er starb am 14. März 1901 in seinem Geburtsort Marshall und wurde in Clinton beigesetzt.